# يوسف وائل نور
يوسف وائل نور (مواليد 9 سبتمبر 2004) وهو من عائلة فنية فوالده الفنان الراحل وائل نور ووالدته الفنانة أميرة العايدي أولى أعمال الفنية خلال أعمال دراما رمضان 2019، كلبش 3 وكذلك مسلسل لحم غزال

## سيرته
يوسف وائل نور هو نجل الفنان الراحل وائل نور. ولد في 9 سبتمبر عام 2004. من مواليد القاهرة مصر. ديانته هي الإسلام كوالدته ووالده. شارك أولى أعمال الفنية خلال أعمال دراما رمضان 2019، كلبش 3 وكذلك مسلسل لحم غزال
ورث الفن من والده وأراد أن يكمل طريق والده لكن على طريقته الخاصة، وهو تقديم الأعمال الدرامية الجذابة، البعيدة عن الكوميدية. ومنذ أن ظهر لأول مرة ولاقى نجاح وجذب اهتمام المخرجين والمنتجين ليصبح يوسف وائل نور من العلامات المؤكدة بالمسلسلات والأفلام المصرية كل عام.

## أعماله
- دايما عامر :2022
- خارج السيطرة .2021
- لحم غزال: [5]2021
- جمال الحريم: المكتوب: 2020
- ضربة معلم :2020
- كلبش 3 :2019

## وصلات خارجية
- يوسف وائل نور على موقع الدهليز
- يوسف وائل نور على موقع قاعدة بيانات الأفلام العربية